# Impatiens noei
Impatiens noei är en balsaminväxtart som beskrevs av William Grant Craib. Impatiens noei ingår i släktet balsaminer, och familjen balsaminväxter. Inga underarter finns listade i Catalogue of Life.